# Girls (álbum de Yung Baby Tate)
Girls es el álbum de estudio debut de la rapera estadounidense Yung Baby Tate. Fue lanzado el 5 de febrero de 2019 por su cuenta. El álbum contiene sencillos como "Pretty Girl" y "That Girl". El 25 de junio de 2019, se lanzó una versión de lujo con cuatro pistas adicionales.

## Lanzamiento y promoción
El 3 de abril de 2018, Tate lanzó "Pretty Girl", el sencillo principal del álbum.  La canción fue relanzado como una remezcla con Killumantii y Moreno el 16 de enero de 2019. El 13 de noviembre de 2018, Tate lanzó "That Girl" como el segundo sencillo del álbum.  Girls , junto con su lista de canciones y fecha de lanzamiento, fue anunciado oficialmente por Tate a través de Twitter el 22 de enero de 2019.
El 29 de enero de 2019 se lanzó un cortometraje para acompañar el álbum y fue dirigido por Christian Cody, quien también realizó la portada del álbum. Tate se burló de la edición de lujo de Girls en sus redes sociales en mayo y junio de 2019. Tate reveló oficialmente la fecha de lanzamiento y la portada a través de Twitter el 18 de junio de 2019.

## Recepción crítica
Girls recibió una crítica favorable de Michelle Kim de Pitchfork. Kim le dio al álbum un 6.8, notó que en Girls , Tate "también flexiona todos sus modos, entregando voces sedosas de R&B, atrevidas barras de chicle y cantos pop-punky".

## Lista de canciones
Todas las pistas escritas y producidas por Tate Farris. 

| N.º | Título                                                | Duración |  |
| 1.  | «New Girl»                                            | 5:12     |  |
| 2.  | «That Girl»                                           |          |  |
| 3.  | «Pretty Girl Remix» (featuring Killumantii & Mulatto) | 3:24     |  |
| 4.  | «Bad Girl»                                            | 3:30     |  |
| 5.  | «Cozy Girl»                                           | 3:08     |  |
| 6.  | «Wild Girl» (featuring Bbymutha)                      | 3:13     |  |
| 7.  | «Freaky Girl»                                         | 2:57     |  |
| 8.  | «Play Girl»                                           | 3:54     |  |
| 9.  | «Lover Girl» (featuring Baby Rose)                    | 3:47     |  |
| 10. | «Flower Girl»                                         | 3:08     |  |
| 11. | «Hot Girl» (featuring Kari Faux)                      | 2:42     |  |

| Edición Deluxe (bonus tracks) |                                                |          |  |
| N.º                           | Título                                         | Duración |  |
| 12.                           | «Play Girl» (UNIIQU3 Remix)                    | 3:56     |  |
| 13.                           | «Rich Girl»                                    | 2:48     |  |
| 14.                           | «Mean Girl» (featuring Queen Key & Asian Doll) | 4:22     |  |
| 15.                           | «Girl»                                         | 1:04     |  |

## Historial de lanzamiento
| Región | Fecha                | Formato                     | Discográfica  |
| ------ | -------------------- | --------------------------- | ------------- |
| Varios | 5 de febrero de 2019 | Descarga digital, streaming | Self-released |
| Varios | 25 de junio de 2019  | Descarga digital, streaming | Self-released |